# Twardość metali
Twardość metali – cecha metali świadcząca o odporności na deformację lub zadrapania pod wpływem działanie sił punktowych (skupionych). Efektami oddziaływania sił skupionych mogą być odkształcenia powierzchni, zgniecenie jej lub zarysowanie.
Najczęściej stosowanymi metodami pomiaru twardości metali są:
- metoda Brinella[1]
  - skale twardości Brinella: HB, HB/30, HBW

- metoda Rockwella[1]
  - skale twardości Rockwella: HRA, HRB, HRC, HRD, HRE, HRF, HRN (Super-Rockwella), HRT (Super-Rockwella)

- metoda Vickersa[1][2]
  - skale twardości Vickersa: HV, MHV (Mikro-Vickersa)

- metoda Poldi (dynamiczna) – dynamiczna odmiana metody Brinella; skala HBp

- metoda Leeba (dynamiczna, inaczej metoda odbicia sprężystego)[3][4] – udoskonalona wersja metody skleroskopowej Shore'a
  - skale twardości Leeba: HLD, HLD+15, HLDL, HLDC, HLC, HLE, HLS, HLG

Rzadziej stosowane metody badania twardości metali:
- metoda Millera – dynamiczna, odmiana metody skleroskopowej, całkowicie nieniszcząca
- metoda pilnikowa – przystosowanie metody Mohsa dla stali hartowanej
- metoda Baumanna – dynamiczna odmiana metody Brinella; skala HBb
- metoda UCI (inaczej: metoda impedancji ultradźwiękowo-kontaktowej)[4] – statyczna, odmiana metody Vickersa
- metoda Ernsta – dynamiczna odmiana metody Brinella
- metoda Knoopa[5][2]
- metoda Meyera(inne języki)
- metoda Webstera
- metoda Grodzińskiego[2]
- metoda Barbera-Colmana (Barcola)
- metoda skleroskopowa Shore'a – dynamiczna
- metoda TVI – statyczna odmiana metody Vickersa
- metoda Newage – statyczna odmiana metody Rockwella